# Kimberly Clarice Aiken
Kimberly Clarice Aiken (Columbia, 11 ottobre 1975) è una modella statunitense, incoronata Miss America 1994..
In precedenza era stata eletta anche Miss Carolina del Sud 1993. È la prima Miss America non udente, avendo perso la quasi totalità del suo udito all'età di diciotto mesi.
La Aiken ha portato come impegno sociale al concorso la condizione dei senzatetto come la sua piattaforma ed il suo anno di servizio come Miss America ha contribuito a generare interesse pubblico sul problema. La Aiken ha inoltre fatto numerose apparizioni televisive, ed è stata riconosciuta dalla rivista People come una delle "cinquanta persone più belle del mondo".
In seguito all'anno di regno, Kimberly Clarice Aiken ha sposato Haven Cockerham ed ha avuto due figli con lui.